# La Dame aux camélias (film 1912)
La Dame aux camélias  è un film muto del 1912 ,quarta versione cinematografica del romanzo omonimo di Alexandre Dumas fils in ordine cronologico.

## Distribuzione
Il film fu distribuito sul mercato statunitense dalla Franco-American Film Company.

## Curiosità
Il film ha lo stesso titolo, stessa protagonista, stesso soggetto e medesimo paese di produzione di La Dame aux camélias del 1911.